# مارك لاكروا (مصور)
مارك لاكروا (بالفرنسية: Marc Lacroix) هو مصور فرنسي، ولد في 1927 في باريس في فرنسا، وتوفي في 6 يوليو 2007.